# Norval Marley

## Wczesne życie i pochodzenie
Norval Sinclair Marley (ur. 1885, zm. 1955) był brytyjsko-jamajskim oficerem kolonialnym, znanym przede wszystkim jako ojciec Boba Marleya, jednego z najbardziej rozpoznawalnych twórców muzyki reggae. Pochodził z rodziny o europejskich, głównie brytyjskich korzeniach. Część życia spędził na Jamajce, gdzie zetknął się z lokalną kulturą i tradycją.

## Kariera wojskowa
Marley pełnił funkcję kapitana w armii brytyjskiej na Jamajce. Służba wojskowa wiązała się z częstymi nieobecnościami i utrudniała mu życie rodzinne. Jego kariera w strukturach kolonialnych ugruntowała także obraz jego osoby jako przedstawiciela brytyjskiego establishmentu w regionie.

## Relacja z Cedellą Booker
Norval Marley zawarł związek z Cedellą Booker, młodą Jamajką pochodzenia afrykańskiego. Ich małżeństwo spotkało się z krytyką ze względu na różnice etniczne i znaczną różnicę wieku. Z tego związku urodził się Robert Nesta Marley, późniejszy Bob Marley. Po krótkim czasie małżeństwo rozpadło się, a Cedella samodzielnie wychowywała syna.

## Potomstwo i dziedzictwo
Norval Marley miał jedno dziecko – Boba Marleya. Choć nie uczestniczył aktywnie w jego wychowaniu, pochodzenie ojca i mieszane korzenie etniczne odegrały istotną rolę w twórczości i światopoglądzie muzyka. Tematyka jedności, równości i tożsamości kulturowej pojawia się w wielu utworach Boba Marleya.

## Śmierć
Norval Marley zmarł w 1955 roku w wieku 70 lat. Jego śmierć zakończyła burzliwy okres życia, lecz jego dziedzictwo przetrwało dzięki działalności artystycznej i społecznej potomków.

## Drzewo genealogiczne i potomkowie
Najbardziej znanym potomkiem Norvala jest Bob Marley, którego dzieci i wnuki – m.in. Ziggy Marley, Stephen Marley oraz Damian Marley – kontynuują rodzinne tradycje muzyczne i angażują się w działalność charytatywną oraz społeczną. W ten sposób nazwisko Marley stało się symbolem zarówno muzyki reggae, jak i walki o pokój oraz sprawiedliwość społeczną.
1. ↑  Home [online], Norval Marley [dostęp 2025-08-18] (ang.). strona główna serwisu
2. ↑  Home [online], Norval Marley [dostęp 2025-08-18] (ang.). strona główna serwisu
3. ↑  Home [online], Norval Marley [dostęp 2025-08-18] (ang.). strona główna serwisu
4. ↑  Home [online], Norval Marley [dostęp 2025-08-18] (ang.). strona główna serwisu
5. ↑  Home [online], Norval Marley [dostęp 2025-08-18] (ang.). strona główna serwisu
6. ↑  Home [online], Norval Marley [dostęp 2025-08-18] (ang.). strona główna serwisu
7. ↑  Home [online], Norval Marley [dostęp 2025-08-18] (ang.). strona główna serwisu
8. ↑  Home [online], Norval Marley [dostęp 2025-08-18] (ang.). strona główna serwisu
9. ↑  Home [online], Norval Marley [dostęp 2025-08-18] (ang.). strona główna serwisu
10. ↑  Home [online], Norval Marley [dostęp 2025-08-18] (ang.). strona główna serwisu
11. ↑  Home [online], Norval Marley [dostęp 2025-08-18] (ang.). strona główna serwisu